# قرار مجلس الأمن التابع للأمم المتحدة رقم 1113
قرار مجلس الأمن التابع للأمم المتحدة 1113 ، الذي اتخذ بالإجماع في 12 يونيو 1997 ، بعد أن أشار إلى جميع القرارات المتعلقة بالحالة في طاجيكستان والحدود الطاجيكية-الأفغانية ، مدد مجلس الأمن ولاية بعثة مراقبي الأمم المتحدة في طاجيكستان لفترة ثلاثة أشهر حتى 15 سبتمبر 1997.

## وصلات خارجية
- Text of the Resolution at undocs.org